# Olivsläktet
Olivsläktet (Olea) är ett släkte inom familjen syrenväxter. Dess mest kända art är olivträdet (Olea europaea). Sammanlagt innehåller släktet något över 40 olika arter. Vildväxande förekommer dessa i södra Europa, Afrika, södra Asien och Australien.